# A szimbolikus formák filozófiája
Ernst Cassirer filozófus fő művének a címe "Philosophie der symbolischen Formen", magyarul A szimbolikus formák filozófiája.
A mű első kiadása Berlinben jelent meg 1923 és 1929 között három kötetben:
- Első kötet: Die Sprache (A nyelv) 1923;
- Második kötet: Das mythische Denken (A mitikus gondolkodás) 1925;
- Harmadik kötet: Phänomenologie der Erkenntnis (A megismerés fenomenológiája) 1929.

"A szimbolikus formák filozófiája" kifejezéssel a könyvön kívül általánosan szokás még Cassirer kultúrfilozófiájáról is beszélni.

## A munka
Cassirer kultúrfilozófiai és tudományelméleti megközelítése rendszeres és történeti elemzés. Az első kötetben az elemzés alapját fekteti le, az ember alapvető szellemi kifejezésmódjaival foglalkozik, a nyelv ebbéli funkcióit próbálja megvilágítani. A második a mítoszt és vallást, míg a harmadik a modern tudományos felismeréseket.
Legfontosabb tézise, hogy az ember mindig egy elképzelt világban létezik, gondolkodik és ezek a képzeletbeli világok, mint konstrukciók a szimbolikus (megjelenési) formák; úgy mint művészet, történelem, nyelv, tudomány, mítosz. Ezek pedig egy bizonyos tekintetben egymással egyenrangúak. Ez az egyenrangúság azonban nem abból következik, hogy pl. a villám és mennydörgés okát egy istenséggel avagy az elektrodinamikával magyarázva azok egyenrangúan igazak lehetnének, hanem hogy ezeket a különböző szimbolikus (megjelenési vagy kommunikációs) formákat nem lehet egymásra leredukálni. Egy bizonyos művészi alkotás fontosságát és recepcióját nem lehet a fizikával megmagyarázni, a nyelv szerepét nem lehet a művészettel megmagyarázni, a művészetet nem lehet egyedül a történelemből kiindulva megérteni.
Mindennek ellenére Cassirer különösen nagy jelentőséget tulajdonít a mítosznak, mivel ez az emberi gondolkodás első lépcsőfoka, amelynek segítségével az ember a világot rendszerezte, struktúráit megértette (ha nem is absztrakt módon) és a különféle benyomásokat szimbolikusan lefordította a saját nyelvére. A mitikus gondolkodásmód generálja a többi szimbolikus formát, tehát a művészetet, a meséket és történeteket, a hagyományokat és végül a tudományt. Cassirer mégsem gondolkodik egyfajta emelkedő fejlődéssémában, tehát a mítoszból kiindulva a vallás útján és ellen a tudományos felismerésig. Kultúrfilozófiájának középpontjában éppen az áll, hogy a különböző szimbolikus formák különálló és egymástól független "világmagyarázó" rendszerek és nem vonatkoztathatóak egymásra.

## Elsődleges források
- Philosophie der symbolischen Formen. Erster Teil: Die Sprache. Wissenschaftliche Buchgesellschaft, Darmstadt, 1977
- Philosophie der symbolischen Formen. Zweiter Teil: Das mythische Denken. Wissenschaftliche Buchgesellschaft, Darmstadt, 1977
- Philosophie der symbolischen Formen. Dritter Teil: Phänomenologie der Erkenntnis. Wissenschaftliche Buchgesellschaft, Darmstadt, 1982

## Másodlagos források
- Hans-Jürg Braun, Helmut Holzhey und Ernst Wolfgang Orth (szerk.): Über Ernst Cassirers Philosophie der symbolischen Formen. Suhrkamp, Frankfurt, 1988
- Barbara Naumann: Philosophie und Poetik des Symbols. Cassirer und Goethe. München: Fink, 1998